# Lidia Pazio
Lidia Pazio (ur. 6 lutego 1933, zm. 10 marca 2022) – polska pilotka szybowcowa.

## Życiorys
Lidia Mielczarek z Aeroklubu Łódzkiego ukończyła kurs szybowcowy w Jeżowie Sudeckim. Prowadził go Andrzej Pazio, instruktor szybowcowy, autor kilku książek i jej przyszły mąż. 16 listopada 1965 roku podczas lotu na falę z Mariolą Ruszczyńską na szybowcu Bocian ustanowiła rekordy Polski: wysokości absolutnej 8350 m oraz przewyższenia 7210 m. Rekord ten został pobity dopiero w 1987 roku przez Elżbietę Urbanowicz. Od 2011 roku członek Zarządu Warszawskiego Klubu Seniorów Lotnictwa. 28 marca 2019 roku Zarząd Aeroklubu Polskiego wystąpił do władz z wnioskiem o nadanie jej Złotego Krzyża Zasługi. Pracowała jako pilot i instruktor. Szkoliła między innymi polskiego kosmonautę Mirosława Hermaszewskiego. Zmarła 10 marca 2022 i została pochowana na cmentarzu Północnym. 

## Nagrody i odznaczenia
- 2008 Medal Dominika przyznawany najwspanialszym latającym kobietom[9]
- 2020: Wyróżnienie Honorowe im. Dedala razem z mężem Andrzejem Pazio[10].
- Brązowy Krzyż Zasługi[11]
- Srebrna, Złota i Diamentowa Odznaka Szybowcowa[11]
- Tytuł Mistrza Sportu[11]
- Brązowy i srebrny medal za zasługi dla obronności[11]
- Medal za zasługi dla Aeroklubu Polskiego[11]
- Błękitne Skrzydła[11]
- Medal za zasługi dla pożarnictwa[11]